# В
В, в（称呼为 вэ, ve）是一个广泛用在斯拉夫语言的西里尔字母，由希腊字母 Β 演变而成。

## 字母的次序
在俄语、乌克兰语、白俄罗斯语、卢森尼亚语、保加利亚语、马其顿语、塞尔维亚语、黑山语、塔吉克语、哈萨克语、吉尔吉斯语、乌兹别克语、维吾尔语、卡拉卡尔帕克语、土库曼语、阿塞拜疆语、鞑靼语、图瓦语、蒙古语（喀尔喀蒙古语）、鄂温克语、阿布哈兹语、涅涅茨语、东干语等字母中都是排第3位。

## 音值
通常为 /v/，在腭化元音前代表 /vʲ/。在俄语字的结尾读作 /f/，在標準乌克兰语字的结尾和鞑靼语中读作 /w/，在蒙古语中有时也作/w/。

## 用法
在俄语裡， 是一个前置词。

## 字符编码
| 字符编码 | Unicode | ISO 8859-5 | KOI-8 | GB 2312 | HKSCS |
| -------- | ------- | ---------- | ----- | ------- | ----- |
| 大写 В   | U+0412  | B2         | E2    | A7A3    | C7F5  |
| 小写 в   | U+0432  | D2         | C2    | A7D3    | C857  |

## 参看
- Б б（西里尔字母）
- Β β（希腊字母）
- V v（拉丁字母）